# Consiglio Competitività

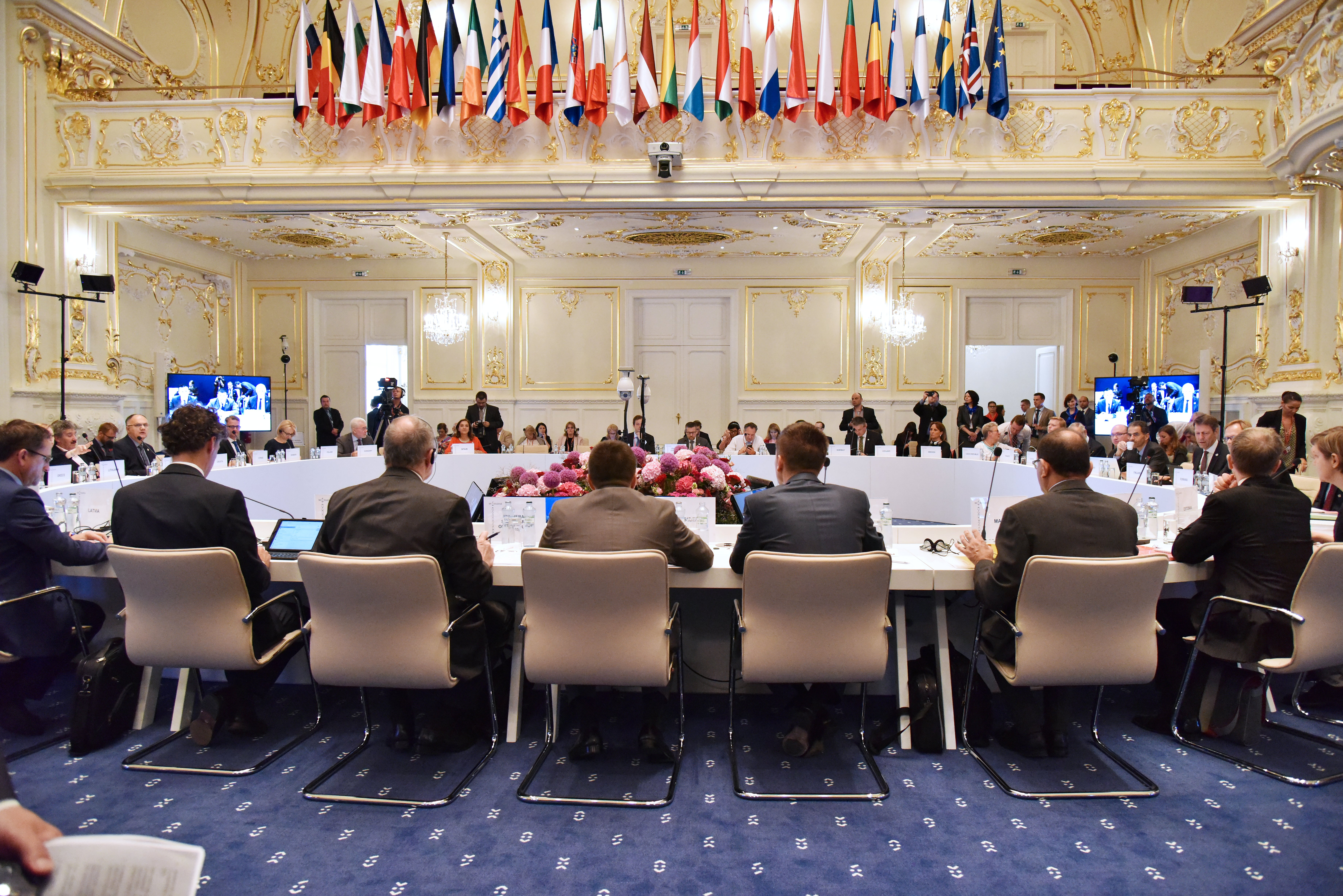
Riunione informale del Consiglio Competitività a Bratislava (luglio 2016)

Il Consiglio Competitività (in inglese Competitiveness Council, COMPET) è una delle formazioni con la quale si riunisce il Consiglio dell'Unione Europea ed è composto dai ministri responsabili in materia di commercio, economia, industria, ricerca, innovazione e spazio dei 27 Stati membri dell'Unione europea. Ha competenza su quattro distinte aree: mercato interno, industria, ricerca e innovazione, spazio.
Il Consiglio Competitività è stato creato nel giugno 2002 attraverso la fusione di tre diverse formazioni (Mercato interno, Industria e Ricerca).